# Drygalski-Canyon
Koordinaten: 69° 39′ S, 11° 17′ W
Der Drygalski-Canyon ist ein Tiefseegraben in der Haakon-VII.-See vor der Prinzessin-Martha-Küste des ostantarktischen Königin-Maud-Lands. Er liegt nordöstlich des Neumayer-Canyons.
Benannt ist er seit 1997 auf Vorschlag des Vermessungsingenieurs und Glaziologen Heinrich Hinze vom Alfred-Wegener-Institut. Namensgeber ist der deutsche Polarforscher Erich von Drygalski (1826–1909).